# James Stirling (építész)
Sir James Frazer Stirling (Glasgow, 1926. április 22. – London, 1992. június 26.) brit építész. Anglia egyik legkiemelkedőbb posztmodern stílusirányzatban alkotó művésze.
Sokan a 20. század második felének egyik legfontosabb és az utókorra leginkább ható építészének tekintik. Számos kortársához hasonlóan megkérdőjelezte a modern építészet első szakaszára jellemző kompozíciós és elméleti szabályokat. Ennek okán újraértelmezte a saját kora által fölállított elveket, amiben nagyban inspirálta tanára és barátja, Colin Rowe. Így alakult ki saját építészeti felfogása, melyben utalást találhatunk a legtöbb építészeti irányzatra, az antik római kultúrától a barokkon át a modernista Frank Lloyd Wright-ig és Alvar Aalto-ig. Sikereit annak köszönheti, hogy ezen szerteágazó interpretációit finom, mégis határozott és erős építészetté tudta alakítani.

## Élete és munkássága

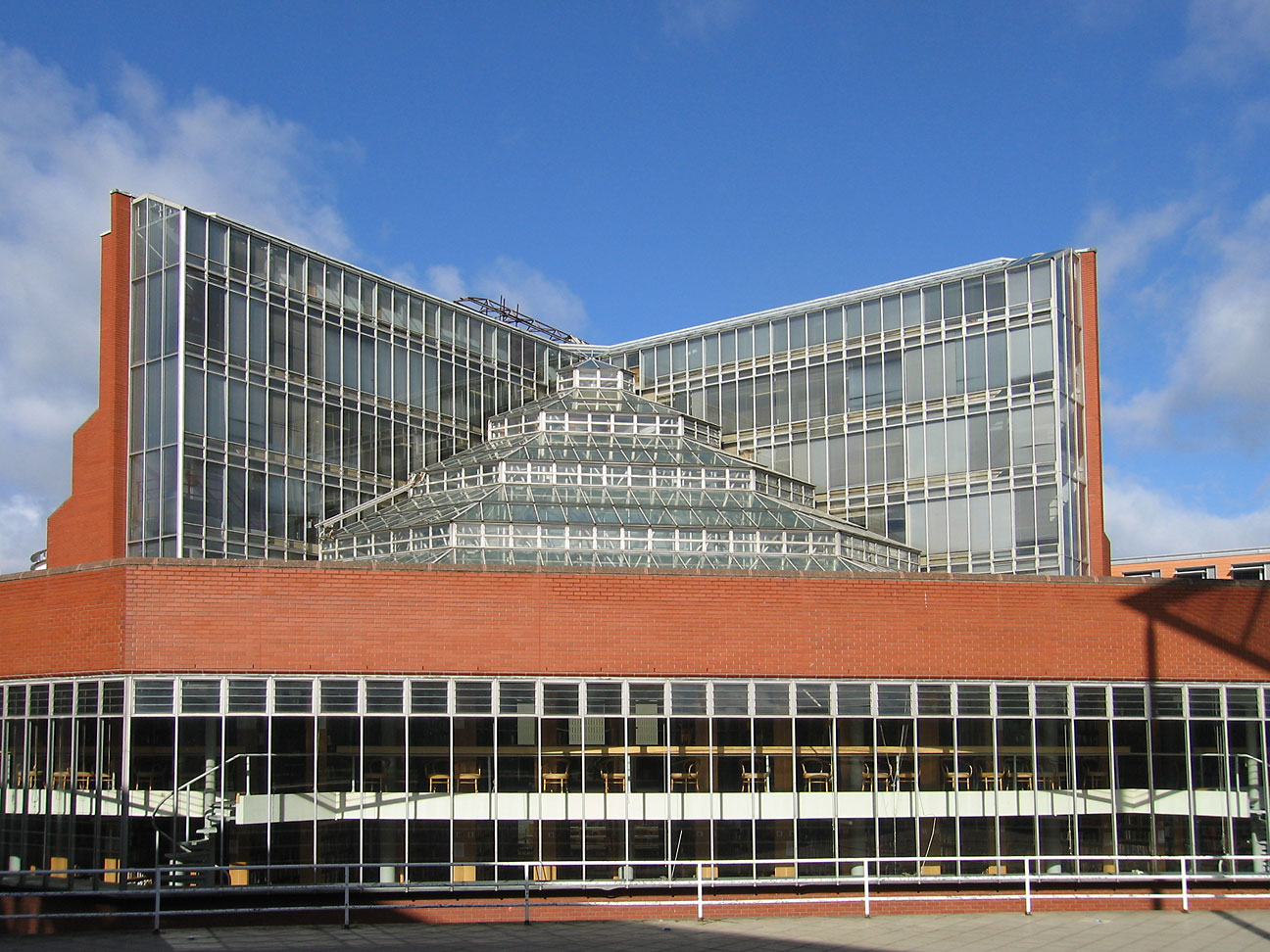
Cambridge-i Egyetem Történelem Kara

A katonai szolgálat után, 1945 és 1950 között tanult építészetet a Liverpooli Egyetemen. Itt tanította a híres építész teoretikus és urbanista Colin Rowe. 1956-ban munkatársával, James Gowannal otthagyták addigi állásukat a Lyons, Israel, and Ellis építészirodánál, és megalapították a Stirling and Gowan stúdiót. Első megépült munkájuk a londoni Ham Commonban megépült lakások 1955-1958) egyik fő példája lett a brutalista stílusú lakóházaknak, annak ellenére, hogy ezt a szóhasználatot mindketten visszautasították. A páros leghíresebb közös munkája az 1959 és 1963 között épült Leicesteri Egyetem Mérnök Tanszéke.

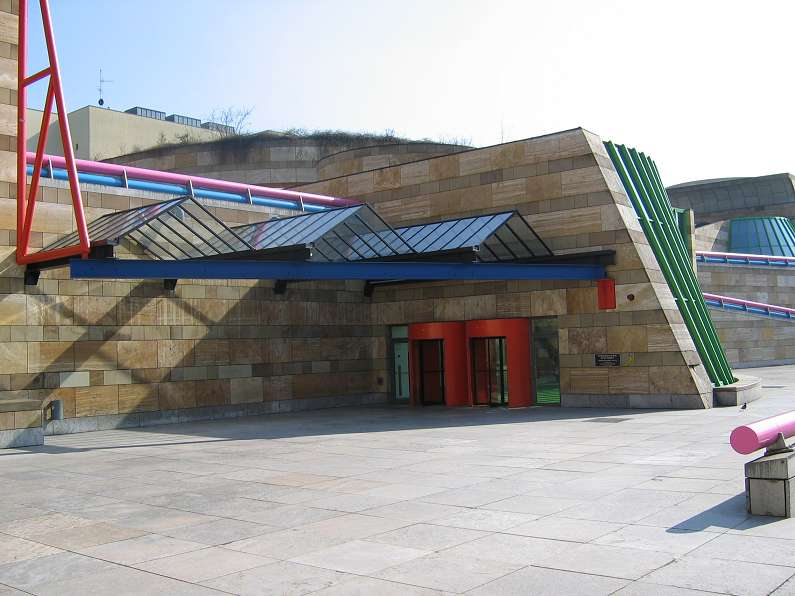
A stuttgarti Neue Staatsgalerie (Állami Galéria)

1963-ban ért véget együttműködésük, ezután kezdett Stirling egyedül dolgozni. Asszisztensnek Michael Wilfordot vette föl, aki később, 1971-ben partnerévé vált (James Stirling Michael Wilford and Associates Ltd) . A tervezést, amit eddig Gowannal közösen csinált, mostantól ő felügyelte és csak néhány gondosan válogatott segítővel dolgozott. Két jelentős épülete is ekkor készült: a Cambridge-i Egyetem Történelem Karának könyvtára és a Florey Building, az oxfordi The Queen’s College kollégiuma. Szintén ebben az időszakban épült az Olivetti Képzési Központja és a St Andrews Egyetem kollégiuma. Utóbbi két épület azért jelentős, mert különös elemeket használtak fel építésükhöz, a központhoz újrahasznosított üvegszál erősítésű műanyagot, míg a St Andrews kollégiumához előre gyártott betonelemeket.

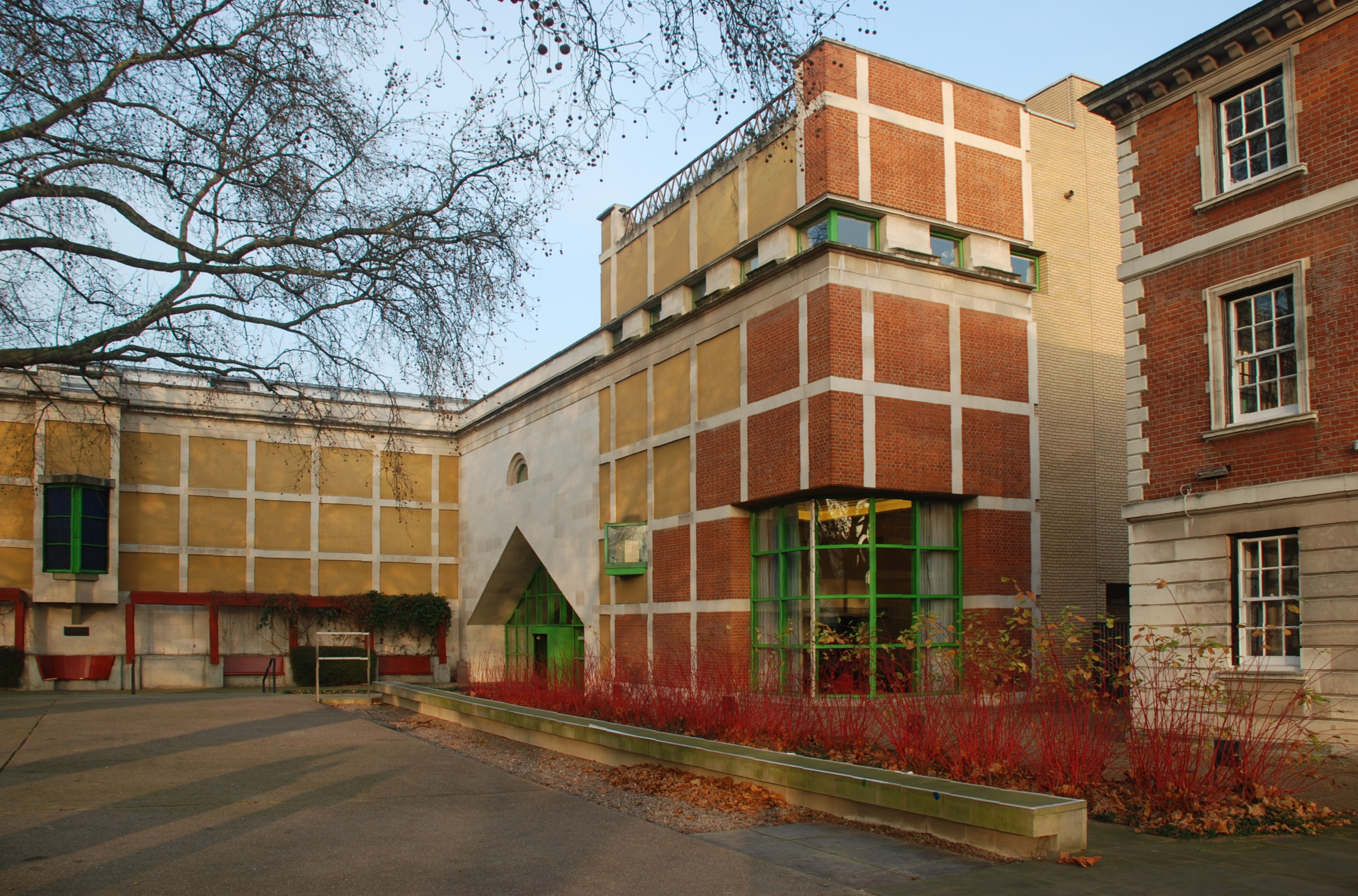
A Clore Gallery (1980-1987)

Az 1970-es években Stirling építészete megváltozott: sokkal jobban jellemezte neoklasszicizmus, az általa erősen módosított modernista jegyek azonban mind megmaradtak. Ez annak volt köszönhető, hogy munkái mértéke is nagyobbak lett, főként városi projekteken dolgozott. Ebből az időszakból legismertebb Németországban felépült múzeumai: a düsseldorfi, kölni és stuttgarti. Eme terveiben csúcsosodott ki érett stílusa. A stuttgarti Neue Staatsgalerie (Állami Galéria) bővítése során az erős alapkoncepciót rengeteg építészeti játékkal és dekoratív utalással töltötte ki, ami sokak szerint a posztmodern stílusba sorolja az épületet. A stílusnév ráragadt az épületre annak ellenére, hogy Stirling nem értett egyet a szó használatával. 1981-ben Pritzker-díjjal tüntették ki. A Staatgalerie után sorozatosan kapott fontos megbízásokat Angliában: a Clore Gallery a Tate Britain részeként (1980-1987), a Tate Liverpool (1984) és a londoni No 1 Poultry tervei (1986). Ez utóbbi rendkívüli közérdeklődést váltott ki.
Az utolsó terve, amit az építész láthatott is felépülni, az 1992-ben befejezett B. Braun Központ a németországi Melsungenben. Ez az épületegyüttes, valamint a többi kései munkája olyan változásokra utal az építészeti felfogásában, ami a kritikusok szerint Stirling életpályájában egy fontos korszak nyitányát jelezte. Korai halála azonban röviddé tette ezen időszakot. Vittorio Gregotti a Casabella magazinban azt írta haláláról, hogy „mostantól minden nehezebb lesz.”
Halála előtt nem sokkal lovaggá ütötték, amit lázadó természeténél fogva csak vonakodva fogadott el. Kívánságának eleget téve, hamvai a londoni Christ Church Spitalfieldsben lett elhelyezve, az előcsarnokban kihelyezett emlékműve közelében.

## Hagyatéka
1992-ben bekövetkezett halála után egykori társa, Michael Wilford fejezte be a félbehagyott munkákat. Ezek mind olyan projektek voltak, amiket Stirling maga már nem tudott befejezni, de még elkezdte kidolgozni őket, és így különböző szintű készültségben voltak. Az így megvalósult épületeket gyakran gondatlanul tulajdonítják Stirlingnek. Ilyen a University of Music and Performing Arts Stuttgart, (1993–1994) vagy a No 1 Poultry Londonban, amit bár Stiring kezdett kidolgozni, de lényegében Wilford és társai építettek. Wilford azóta Manuel Schupp társaként Stuttgartban dolgozik a Wilford Schupp Architekten nevű cégben. A James Stirling Michael Wilford and Associates Ltd-ből Stirling halála után Michael Wilford and Partners Ltd lett, mai neve pedig Bain + Bevington Architects Ltd.
A teljes Stirling/Wilford stúdió archívuma a montréali Canadian Centre for Architecture tulajdonában van.
A legrangosabb brit építészeti díjat tiszteletből róla nevezték el Stirling-díjnak. A díjat minden évben egy Nagy-Britanniában tervezett vagy megépült épület kapja, először 1996-ban osztották ki.
Stirilng munkássága sok építész kritikust és teoretikust vonzott, többek között Peter Eisenmant és Charles Jenckst. Rengeteg irodalmi mű jelent meg életéről és épületeiről. Ezek legtöbbje brit publikáció, de számos amerikai és német nyelvű írást is találhatunk.

## Jelentősebb munkái

### Nagy-Britanniában

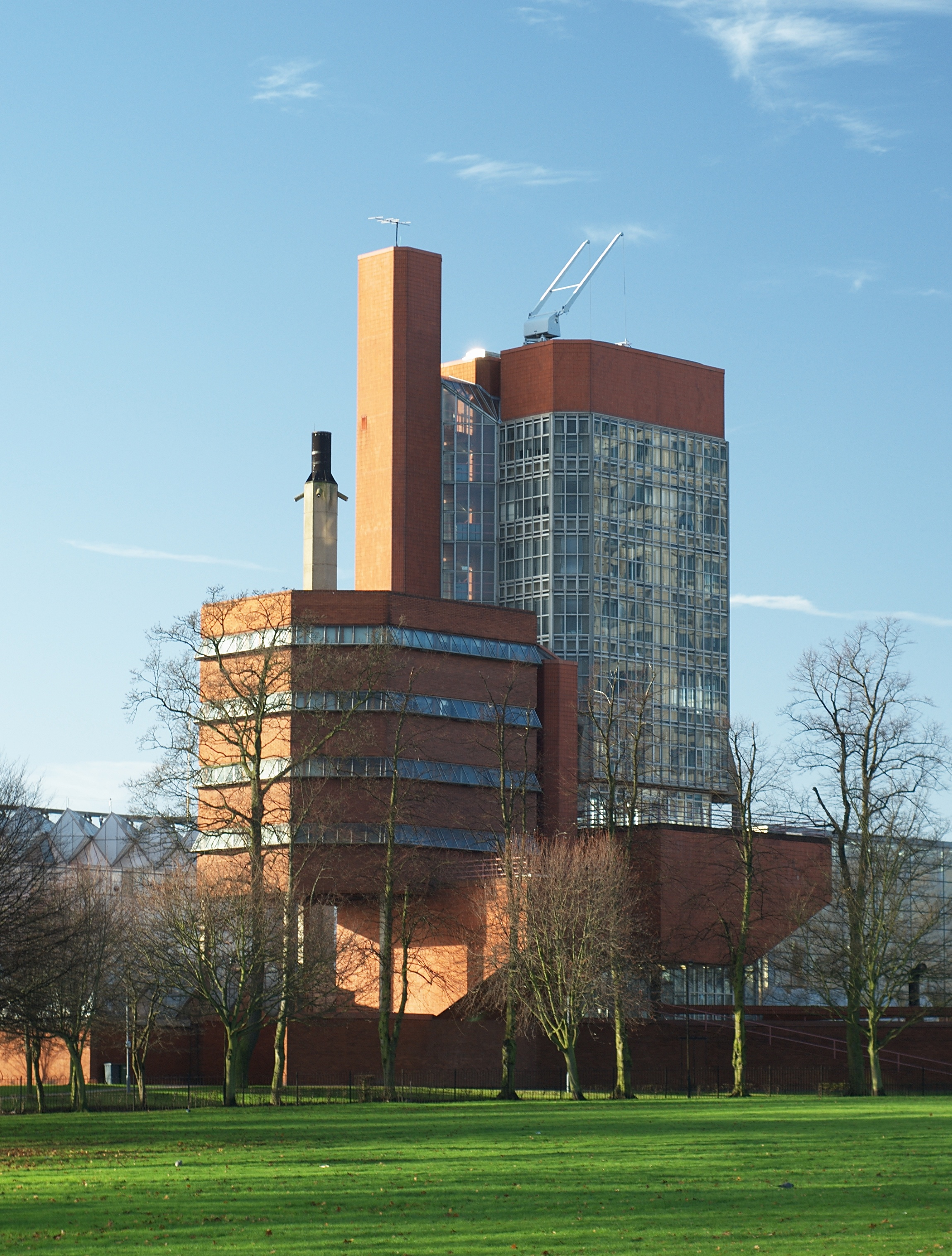
Mérnök Tanszék Épülete, Leicester University, Leicester, Anglia

- Ham Common Flats, London, Anglia (1955-1958) (Stirling és Gowan)
- School Assembly Hall, Camberwell, London, Anglia (1958-1961) (Stirling és Gowan)
- Mérnök Tanszék Épülete, Leicester University, Leicester, Anglia (1959-1963) (Stirling és Gowan)
- Könyvtár, Cambridge Egyetem, Anglia (1968)
- Foghíjbeépítések, Preston city centre, Lancashire, Anglia (1957-1959)
- St. Andrews Egyetem Halljai, Skócia (1967)
- Olivetti Képzési Központ, Haslemere, Surrey, Anglia (1969-1972)
- Cambridge Egyetem Történelem Tanszék Épülete, Cambridgeshire, Anglia (1964-1967)
- Florey Building, Queen's College Oxford, Oxfordshire, Anglia (1966-1971)
- Turner Museum + Tate Galéria bővítése, London, Anglia (1980-1987) (James Stirling Michael Wilford and Associates)
- Tate Gallery, Albert Dock, Liverpool, Anglia (1984-1988) (James Stirling Michael Wilford and Associates)
- Lowry Centre, Salford Quays, Manchester, Anglia (1991-2002) (James Stirling Michael Wilford and Associates Ltd; Michael Wilford and Partners Ltd; Bain + Bevington Architects Ltd)
- Number 1 Poultry, London (James Stirling Michael Wilford and Associates Ltd; Michael Wilford and Partners Ltd)

### Németországban
- Neue Staatsgalerie + Kammertheater, Stuttgart (1977-1983/4) (JSMWA)
- Brit Nagykövetség, Berlin (Michael Wilford and Partners tervezte és kivitelezte)
- Sto Building (Michael Wilford and Partners tervezte és kivitelezte)
- Társadalomtudományok Központja, Berlin (1979-1987) (JSMWA)
- Zeneiskola, Stuttgart, (JSMWA, később MWP)
- B Braun Központ (JSMWA, később MWP)

### Egyesült Államokban
- Rice Egyetem bővítése, Texas (1979-1981) (JSMWA)
- Performing Arts Center, Cornell Egyetem, Ithaca, New York (1983-1988) (JSMWA és Wank Adam Slavin Associates)
- Arthur M. Sackler Museum, Massachusetts (1979-1984) (JSMWA és Perry Dean Rogers and Partners)
- Irvine Könyvtár (JSMWAL és IBI Group)